# Georgisch-Russische spionagecontroverse
De Georgisch-Russische spionagecontroverse in 2006 begon toen de Georgische overheid op 27 september 2006 vier Russische officieren aanklaagde voor spionage. De Westerse en Georgische media melden dat de betrekkingen tussen de twee landen aanzienlijk zijn verslechterd nadat Georgië en de NAVO overeengekomen zijn om nauwere betrekkingen te onderhouden.

## Achtergrond
De Russisch-Georgische relatie was grotendeels gespannen na de Rozenrevolutie in november 2003 waardoor in Georgië de pro-westerse hervormingsgezinde president aan de macht kwam, Micheil Saakasjvili. Rusland werd ervan beschuldigd actief deel te nemen met het ondermijnen van de Georgisch positie en het verdedigen van de separatisten in de afvallige regio's Abchazië en Zuid-Ossetië.